# Carex subpumila
Carex subpumila là một loài thực vật có hoa trong họ Cói. Loài này được Tang & F.T.Wang ex L.K.Dai mô tả khoa học đầu tiên năm 1999.